# Chrysoperla externa
Chrysoperla externa är en insektsart som först beskrevs av Hagen 1861.  Chrysoperla externa ingår i släktet Chrysoperla och familjen guldögonsländor. Utöver nominatformen finns också underarten C. e. externa.